# Hoceni
Hoceni es una comuna ubicada en el distrito de Vaslui, Rumania.

## Superficie
Posee una superficie de 93,80 kilómetros cuadrados.

## Demografía
Hasta 2021 la población era de 2237 habitantes, con una densidad de población de 23,85 habitantes por kilómetro cuadrado.